# Regierung Lars Løkke Rasmussen II
Die dänische Regierung Lars Løkke Rasmussen II bestand vom 28. Juni 2015 bis zum 28. November 2016. Sie wurde von der rechtsliberalen Venstre gestellt, die bei der Folketingswahl am 18. Juni 2015 34 von 179 Parlamentssitzen erhalten hatte (nach 44 Sitzen bei der Wahl 2011).
Die Minderheitsregierung wurde unterstützt von Dansk Folkeparti (37 Sitze), Liberal Alliance (13) und Konservativer Volkspartei (6).
Sie löste die sozialdemokratisch geführte Regierung Thorning-Schmidt II ab. Thorning-Schmidt war seit dem 3. Oktober 2011 Ministerpräsidentin gewesen.
Fünf von 16 Ministerposten waren mit Frauen besetzt. Unter anderem wurde die Entwicklungszusammenarbeit nicht mehr von einem eigenen Minister geleitet. 

## Kabinettsliste
| Ressort                                | Name                     | Partei           | Amtsperiode                |
| -------------------------------------- | ------------------------ | ---------------- | -------------------------- |
| Ministerpräsident                      | Lars Løkke Rasmussen     | Venstre          |                            |
| Finanzen                               | Claus Hjort Frederiksen  | Venstre          | bis zum 28. November 2016  |
| Finanzen                               | Kristian Jensen          | Venstre          | 28. November 2016 –        |
| Äußeres                                | Kristian Jensen          | Venstre          | bis zum 28. November 2016  |
| Äußeres                                | Anders Samuelsen         | Liberal Alliance | 28. November 2016 –        |
| Kultur und Kirche                      | Bertel Haarder           | Venstre          |                            |
| Transport und Bau                      | Hans Christian Schmidt   | Venstre          |                            |
| Umwelt und Ernährung                   | Eva Kjer Hansen          | Venstre          | bis zum 27. Februar 2016   |
| Umwelt und Ernährung                   | Esben Lunde Larsen       | Venstre          | 29. Februar 2016 –         |
| Wirtschaft und Wachstum                | Troels Lund Poulsen      | Venstre          |                            |
| Ausländer, Integration und Wohnen      | Inger Støjberg           | Venstre          |                            |
| Inneres und Soziales                   | Karen Ellemann           | Venstre          |                            |
| Justiz                                 | Søren Pind               | Venstre          |                            |
| Energie, Versorgung und Klima          | Lars Christian Lilleholt | Venstre          |                            |
| Kinder, Unterricht und Gleichstellung  | Ellen Trane Nørby        | Venstre          |                            |
| Gesundheit und Senioren                | Sophie Løhde             | Venstre          |                            |
| Steuern                                | Karsten Lauritzen        | Venstre          |                            |
| Ausbildung und Forschung               | Esben Lunde Larsen       | Venstre          | bis zum 29. Februar 2016   |
| Ausbildung und Forschung               | Ulla Tørnæs              | Venstre          | ab dem 29. Februar 2016    |
| Verteidigung, Nordische Zusammenarbeit | Carl Holst               | Venstre          | bis zum 30. September 2015 |
| Verteidigung, Nordische Zusammenarbeit | Peter Christensen        | Venstre          | 30. September 2015 –       |
| Arbeit                                 | Jørn Neergaard Larsen    | Venstre          |                            |